# Bahnstrecke Alzey–Marnheim
| |                                                        |                                     |                                     |
| Streckennummer (DB): | 3322 (Marnheim–Landesgrenze) 3523 (Landesgrenze–Alzey) |                                     |                                     |
| Kursbuchstrecke (DB): | 661 (2017)                                             |                                     |                                     |
| Kursbuchstrecke: | 273a (1946)                                            |                                     |                                     |
| Streckenlänge: | 20,5 km                                                |                                     |                                     |
| Spurweite: | 1435 mm (Normalspur)                                   |                                     |                                     |
| Streckenklasse: | C4                                                     |                                     |                                     |
| Maximale Neigung: | 13,5 ‰                                                 |                                     |                                     |
| Minimaler Radius: | 300 m                                                  |                                     |                                     |
| Streckengeschwindigkeit: | 100 km/h                                               |                                     |                                     |
| |                                                        |                                     |                                     |
| \| \| \| von Mainz und von Bingen \| \| \| \| 8,974 \| Alzey \| Alzey \| \| \| \| nach Worms \| \| \| \| 7,902 \| EIU-Grenze DB/RPE \| EIU-Grenze DB/RPE \| \| \| 7,800 \| Alzey West \| Alzey West \| \| \| 4,115 \| Wahlheim (Kr. Alzey) \| Wahlheim (Kr. Alzey) \| \| \| 2,800 \| Freimersheim \| Freimersheim \| \| \| 0,000 25,729 \| Streckenwechsel, ehem. Landesgrenze \| Streckenwechsel, ehem. Landesgrenze \| \| \| 24,400 \| Morschheim (ehem. Personenverkehr) \| Morschheim (ehem. Personenverkehr) \| \| \| 20,900 \| Awanst Basalt AG \| Awanst Basalt AG \| \| \| 20,300 \| Kirchheimbolanden (seit 1999) \| Kirchheimbolanden (seit 1999) \| \| \| 19,548 \| Kirchheimbolanden (alter Bahnhof) \| Kirchheimbolanden (alter Bahnhof) \| \| \| 15,862 \| Pfrimmtalviadukt \| Pfrimmtalviadukt \| \| \| \| von Monsheim \| \| \| \| 14,136 \| Marnheim \| Marnheim \| \| \| \| nach Langmeil \| \| |                                                        |                                     |                                     |
| Strecke |                                                        | von Mainz und von Bingen            | von Mainz und von Bingen            |
| Bahnhof | 8,974                                                  | Alzey                               | Alzey                               |
| Abzweig geradeaus und nach links |                                                        | nach Worms                          | nach Worms                          |
| Grenze | 7,902                                                  | EIU-Grenze DB/RPE                   | EIU-Grenze DB/RPE                   |
| Haltepunkt / Haltestelle | 7,800                                                  | Alzey West                          | Alzey West                          |
| Haltepunkt / Haltestelle | 4,115                                                  | Wahlheim (Kr. Alzey)                | Wahlheim (Kr. Alzey)                |
| Haltepunkt / Haltestelle | 2,800                                                  | Freimersheim                        | Freimersheim                        |
| Kilometer-Wechsel | 0,000 25,729                                           | Streckenwechsel, ehem. Landesgrenze | Streckenwechsel, ehem. Landesgrenze |
| Dienststation / Betriebs- oder Güterbahnhof | 24,400                                                 | Morschheim (ehem. Personenverkehr)  | Morschheim (ehem. Personenverkehr)  |
| Blockstelle | 20,900                                                 | Awanst Basalt AG                    | Awanst Basalt AG                    |
| Haltepunkt / Haltestelle Strecke ab hier außer Betrieb | 20,300                                                 | Kirchheimbolanden (seit 1999)       | Kirchheimbolanden (seit 1999)       |
| Bahnhof (Strecke außer Betrieb) | 19,548                                                 | Kirchheimbolanden (alter Bahnhof)   | Kirchheimbolanden (alter Bahnhof)   |
| Brücke über Wasserlauf (Strecke außer Betrieb) | 15,862                                                 | Pfrimmtalviadukt                    | Pfrimmtalviadukt                    |
| Abzweig ehemals geradeaus und von links |                                                        | von Monsheim                        | von Monsheim                        |
| Bahnhof | 14,136                                                 | Marnheim                            | Marnheim                            |
| Strecke |                                                        | nach Langmeil                       | nach Langmeil                       |

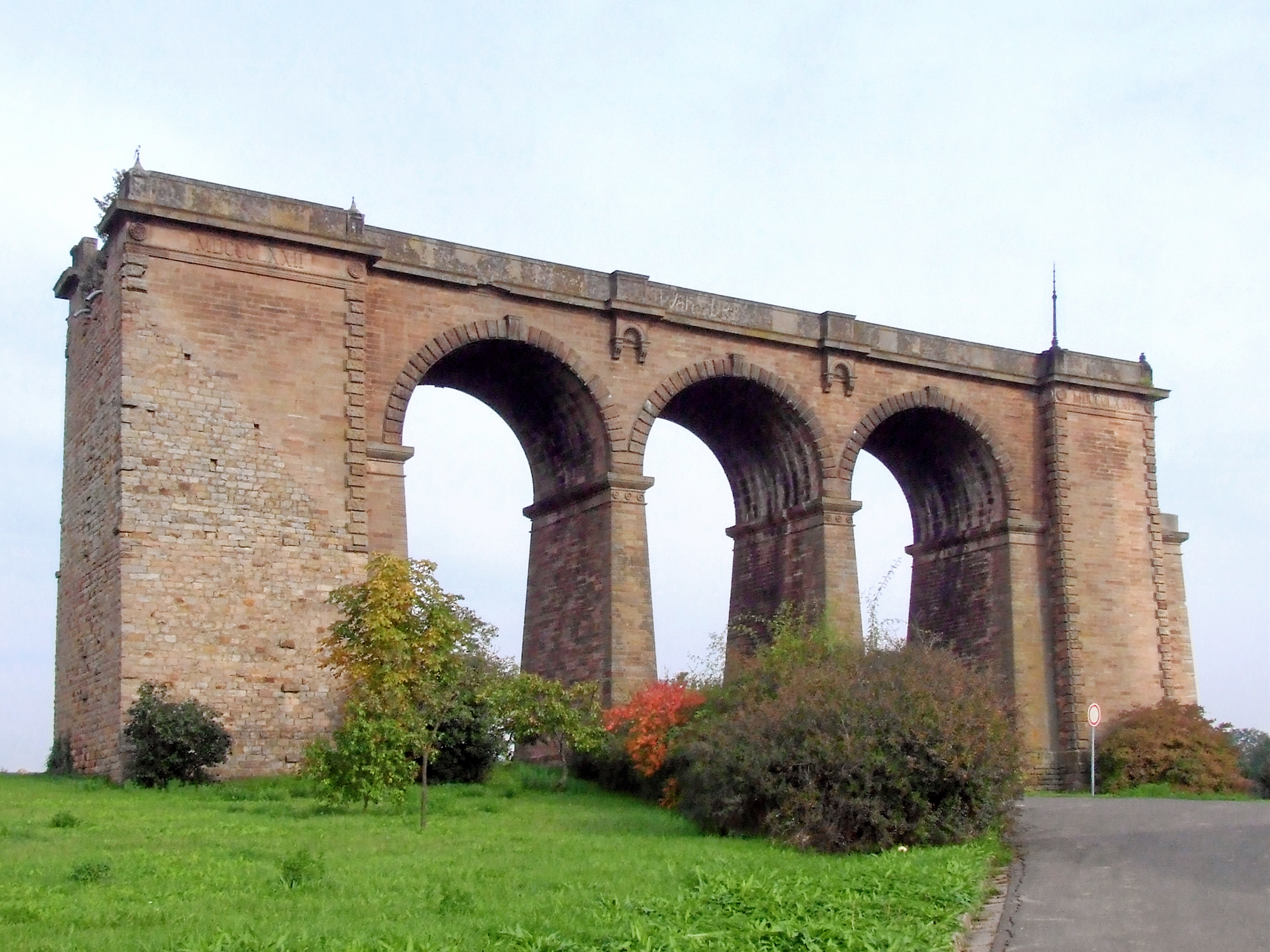
Pfrimmtalviadukt

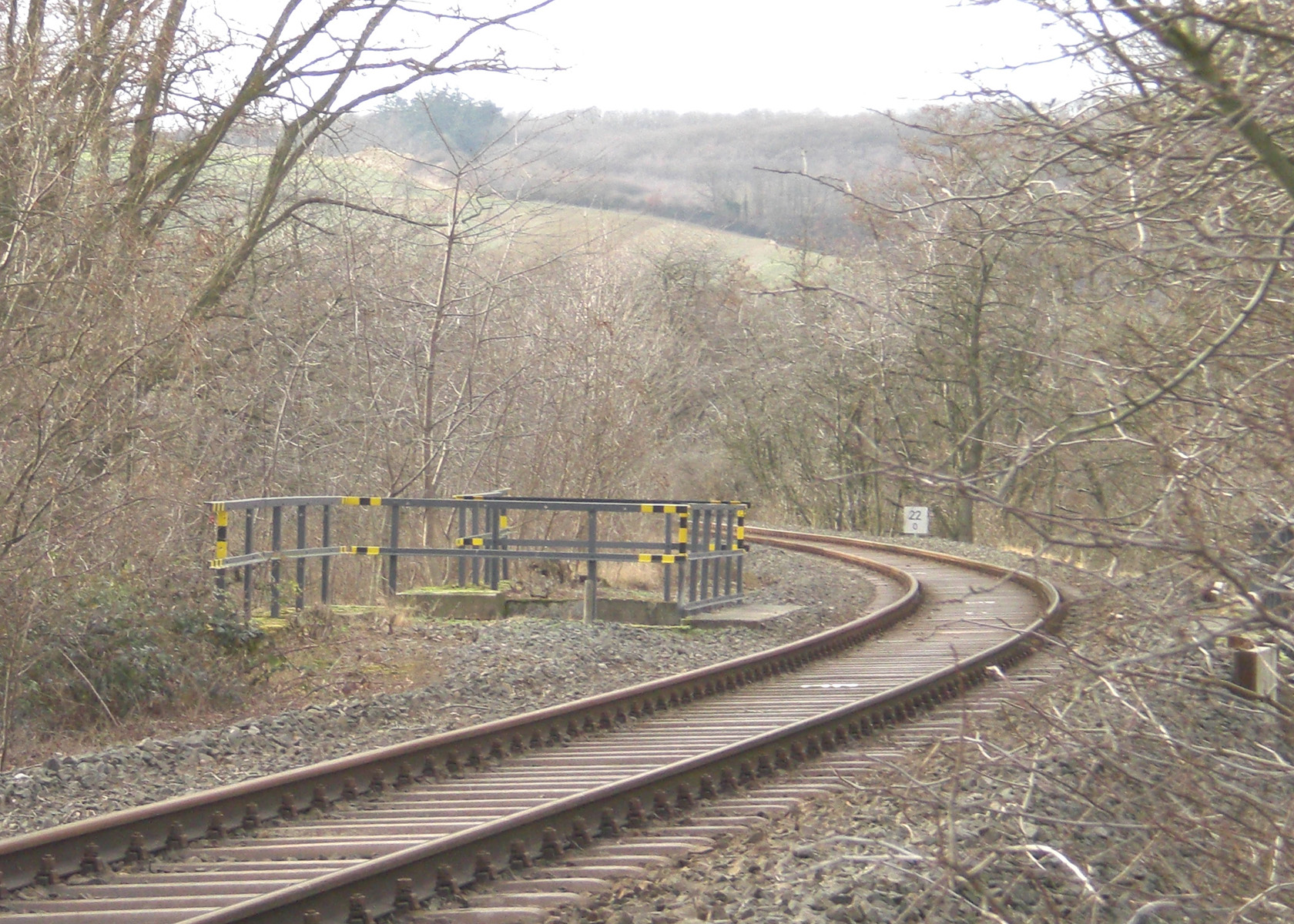
Donnersbergbahn kurz vor Kirchheimbolanden mit Überführung, die für Doppelgleisigkeit ausgelegt ist.

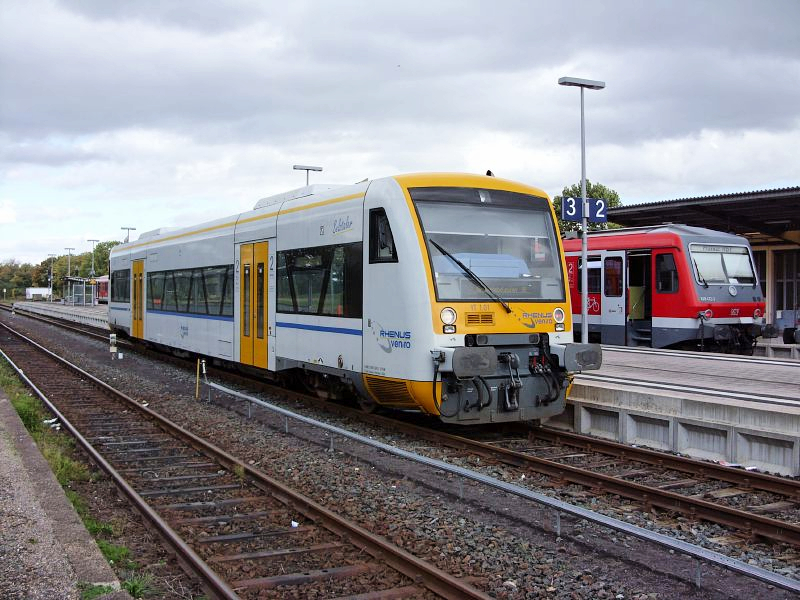
Die früher eingesetzten Züge Selztaler …

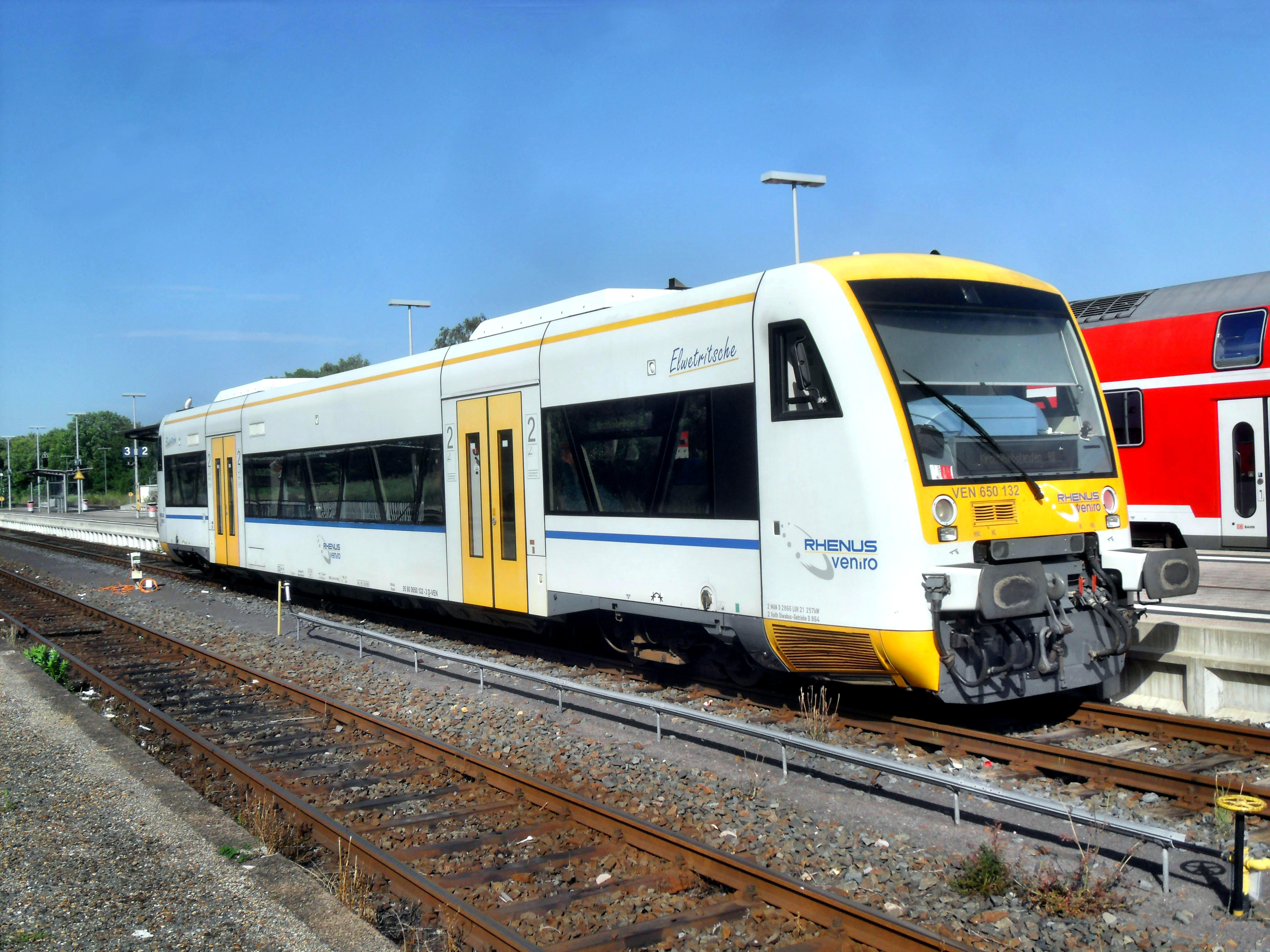
… und Elwetritsche im Alzeyer Bahnhof (2009)

Die Bahnstrecke Alzey–Marnheim, auch Donnersbergbahn, ist eine Nebenbahn in Rheinland-Pfalz. Sie zweigt in Alzey von der Bahnstrecke Worms–Bingen Stadt ab und führt in der Pfalz nach Kirchheimbolanden. Die weitere Strecke bis Marnheim ist seit 1945 infolge der Sprengung des Pfrimmtalviaduktes am Ende des Zweiten Weltkrieges unterbrochen. Pläne, die Verbindung mittels einer Neutrassierung wiederherzustellen, scheiterten.
Auf dem Reststück endete der Personenverkehr im Jahr 1951. Seit 1999 verkehren wieder Reisezüge.

## Bezeichnung
Zu ihrem Namen kam die Strecke, da sie auf gesamter Länge das östliche Einzugsgebiet des Donnersberges erschließt und dieser sich auf gesamter Länge stets in Sichtweite befindet. Letzteres gilt ebenso für die Fortsetzung bis Langmeil, die nach dem Zweiten Weltkrieg betrieblich der Zellertalbahn zugeordnet wurde.

## Streckenverlauf
Die Donnersbergbahn beginnt im Bahnhof Alzey an der Rheinhessenbahn. Kurz nachdem sie diese links liegen gelassen hat, erreicht sie den neu eingerichteten Haltepunkt Alzey West. Danach werden die Orte Wahlheim und Freimersheim passiert sowie die frühere Grenze zwischen Hessen und der bis 1945 zu Bayern gehörenden Pfalz.
Kurz darauf durchfährt sie den Betriebsbahnhof Morschheim, der aufgrund seiner weiten Entfernung zur gleichnamigen Ortschaft nach der Wiederinbetriebnahme im Personenverkehr 1999 nicht reaktiviert wurde. Dreieinhalb Kilometer weiter befinden sich Ladegleise der Basalt AG, ehe die Donnersbergbahn am nördlichen Stadtrand von Kirchheimbolanden endet.
Der Streckenabschnitt zum früheren Bahnhof Kirchheimbolanden, der sich wesentlich näher an der Stadtmitte befand, ist mittlerweile abgebaut, ebenso die Fortführung bis nach Marnheim. Südöstlich des Bolanderhofes ist die Trasse durch die schräg querende Bundesautobahn 63 unterbrochen. Mittels des 1945 gesprengten Pfrimmtalviaduktes überquerte sie das entsprechende Flusstal sowie die Zellertalbahn, um gemeinsam mit dieser den Bahnhof Marnheim zu erreichen.
Von Alzey bis Freimersheim liegt die Strecke im Landkreis Alzey-Worms, ab Morschheim wird – einschließlich des abgebauten Streckenabschnitts Kirchheimbolanden–Marnheim – der Donnersbergkreis durchquert.

## Geschichte

### Planung, Bau, Eröffnung und Folgezeit (1840–1945)
Erste Pläne einer Bahnlinie im unmittelbaren Einzugsgebiet des Donnersberges als Teil einer Fernverkehrsmagistrale Mainz–Saarbrücken–Frankreich gehen bis in die 1840er Jahre zurück. Vorbild hierfür war die napoleonische Kaiserstraße, an deren Verlauf sie sich grob orientieren sollte. Die Verwirklichung der Strecke verzögerte sich jedoch aufgrund mehrerer Faktoren: So war das Eisenbahnnetz Rheinhessens nach dem Deutschen Krieg unter preußischen Einfluss gekommen (das Großherzogtum Hessen gehörte teilweise zum Norddeutschen Bund; die spätere Preußisch-Hessische Eisenbahngemeinschaft folgte 1896). Zudem hatte der Krieg zur Folge, dass das notwendige Geld zur Finanzierung des Bahnbaus nicht vorhanden war. Ebenso wurde entlang der geplanten Strecke die Grenze zu der damals zu Bayern gehörenden Pfalz überschritten. Letzteres erforderte daher einen Staatsvertrag. Ebenso bestand Uneinigkeit darüber, ob der Staat die Finanzierung übernehmen solle oder ob dies privat geschehen solle. Nach dem Deutsch-Französischen Krieg von 1870 und 1871, bei dem die Eisenbahn erstmals eine wichtige Rolle gespielt hatte, bestand vor allem in Südwestdeutschland vonseiten des Militärs ein größeres Interesse an so genannten „strategischen Bahnlinien“, im Zuge derer der Bau einer Strecke im Einzugsgebiet des Donnersberges beschlossen wurde. Größtes Kunstbauwerk entlang der Strecke wurde der so genannte Pfrimmtalviadukt, der zwischen Kirchheimbolanden und Marnheim weitläufig das Tal der Pfrimm überquert.
Der Teilabschnitt von Alzey bis Kirchheimbolanden (damals: Kirchheim-Bolanden) wurde im Januar 1874 eröffnet, die Weiterführung bis Marnheim folgte ein halbes Jahr später am 18. Juli 1874. In der Folgezeit entwickelte sich die Donnersbergbahn zu einer Direktverbindung Kaiserslautern–Mainz.
Am 10. Februar 1914 wurden „mit Eintritt der Dunkelheit“ zwischen Alzey und Wahlheim neue „Doppellichtvorsignale“ in Betrieb genommen, die dem heute noch gebräuchlichen Modell des Formsignals entsprachen.

### Stilllegung (1945–1995)
Am 20. März 1945 um drei Uhr morgens wurde das 220 Meter lange Pfrimmtalviadukt bei Marnheim gesprengt. Nach dem Krieg gab es manche Bestrebungen das Viadukt wieder zu errichten, doch scheiterte dies an den Kosten. Ebenso wurde eine Neutrassierung ohne Viadukt in Betracht gezogen, bei der Marnheim umfahren und die Orte Weierhof und Bolanden tangiert worden wären. Obwohl diese Variante weniger als die Hälfte gekostet hätte als ein Wiederaufbau der Brücke, wurde diese verworfen. Zudem hatte die Bahn den Verkehr auf Busse umgestellt.
Für den nicht mehr betriebenen Abschnitt der Strecke verkehrte zunächst als Ersatz eine Buslinie zwischen Marnheim und Kirchheimbolanden, die auf Wunsch der beiden Orte bis nach Alzey verlängert wurde. Durch diesen Parallelverkehr sank auf dem verbliebenen Teilstück der Strecke die Fahrgastzahl deutlich. Deshalb wurde am 20. Mai 1951 das Reststück zwischen Alzey und Kirchheimbolanden für den Personenverkehr stillgelegt. 1955 wurde in Konsequenz die Strecke von einer Hauptbahn zu einer Nebenbahn zurückgestuft und am 2. Oktober 1955 der vereinfachten Nebenbahndienst eingeführt. Der Güterverkehr überdauerte noch mehr als vier Jahrzehnte bis zum 1. Januar 1995. Am 1. Februar 1997 schließlich Gesamtstrecke stillgelegt.

### Reaktivierung
Im Zuge des Rheinland-Pfalz-Taktes wurde die Strecke am 29. Mai 1999 durch das private Infrastrukturunternehmen RP-Eisenbahn GmbH reaktiviert. Hierfür war zum einen ein Kauf der Bahnlinie von der DB Netz AG sowie Gleiserneuerungen und weitere Umbaumaßnahmen erforderlich. Die Strecke wurde seitdem von der eurobahn im Rahmen dieses Nahverkehrskonzeptes bedient. Da die erwartete Nachfrage auf der Bahnlinie als eher gering eingestuft worden war, sollte die Wiederinbetriebnahme zuerst lediglich ein Jahr dauern. Entgegen den Erwartungen entwickelten sich die Fahrgastzahlen jedoch positiv, so dass die Donnersbergbahn bereits 2000 in das reguläre Angebot des Rheinland-Pfalz-Taktes aufgenommen wurde.
Nach der Reaktivierung konnte der frühere Bahnhof Kirchheimbolanden nicht mehr angefahren werden, da die Bahntrasse in diesem Bereich mittlerweile überbaut war. Stattdessen erhielt die Stadt nördlich des Siedlungsgebietes einen neuen Haltepunkt, der seither den südlichen Streckenendpunkt bildet und in den ersten Jahren lediglich provisorisch hergerichtet war. Betreiber war bis Anfang 2007 die deutsch-französische Rhenus Keolis GmbH & Co. KG. Im Zuge der Gesellschaftsteilung ging sie an die Rhenus Veniro GmbH & Co. KG.
Vor dem ehemaligen Empfangsgebäude des Bahnhofs Kirchheimbolanden entstand 2006 der Parkplatz eines neuen Einkaufszentrums. Die neue Endhaltestelle der Donnersbergbahn liegt ca. 800 m weiter nördlich, am Schlossgarten, in größerer Entfernung vom Ortszentrum. Der etwa zehn Meter hohe Bahndamm zwischen der neuen Endhaltestelle und dem Bahnhof besteht weiterhin und ist mit Sträuchern und Bäumen überwachsen. Auf ihm liegen keine Schienen mehr.
Die Strecke wird im Zugleitbetrieb betrieben. Der Zugleiter der RP-Eisenbahn hat im Bahnhof Mulda (Sachs) seinen Sitz. Im Jahr 2014 wurde die Streckengeschwindigkeit auf 100 km/h angehoben.

## Gegenwart
Seit dem Fahrplanwechsel im Dezember 2014 hat Vlexx, eine Tochter der Regentalbahn der Unternehmensgruppe Netinera, den Zugverkehr auf der Donnersbergbahn übernommen. Seitdem fahren die Züge bis nach Mainz Hbf und im Berufsverkehr nach Frankfurt (Main) Hbf.

## Infrastruktur

### Strecke
Die Strecke ist eingleisig. Viele Durchlässe und Brücken lassen jedoch erkennen, dass es Bestrebungen zum Bau eines zweiten Gleises gab, was aber nie verwirklicht wurde. Zugkreuzungen sind nur im einzigen verbliebenen Bahnhof der Strecke, in Morschheim, möglich.
Im aufgelassenen Abschnitt der Strecke ist ein Segment des Pfrimmtalviadukts erhalten und steht unter Denkmalschutz.

### Betriebsstellen

#### Alzey
Im Bahnhof Alzey schließt die Strecke an die Rheinhessenbahn und die Bahnstrecke Alzey–Mainz an.

#### Alzey West
Alzey West ist ein Haltepunkt im südlichen Stadtgebiet von Alzey. Unmittelbar benachbart ist der Haltepunkt Alzey Süd an der Rheinhessenbahn. Die beiden vom Bahnhof Alzey ausgehenden Strecken haben hier aber schon ein recht unterschiedliches Höhenniveau erreicht, wohl der Hauptgrund für zwei Haltepunkte nebeneinander.

#### Wahlheim (Kr. Alzey)
Wahlheim (Kr. Alzey) ist ein Haltepunkt in der gleichnamigen Gemeinde Wahlheim und war früher ein Bahnhof. 1964 oder davor wurde er zur Haltestelle herabgestuft.

#### Freimersheim

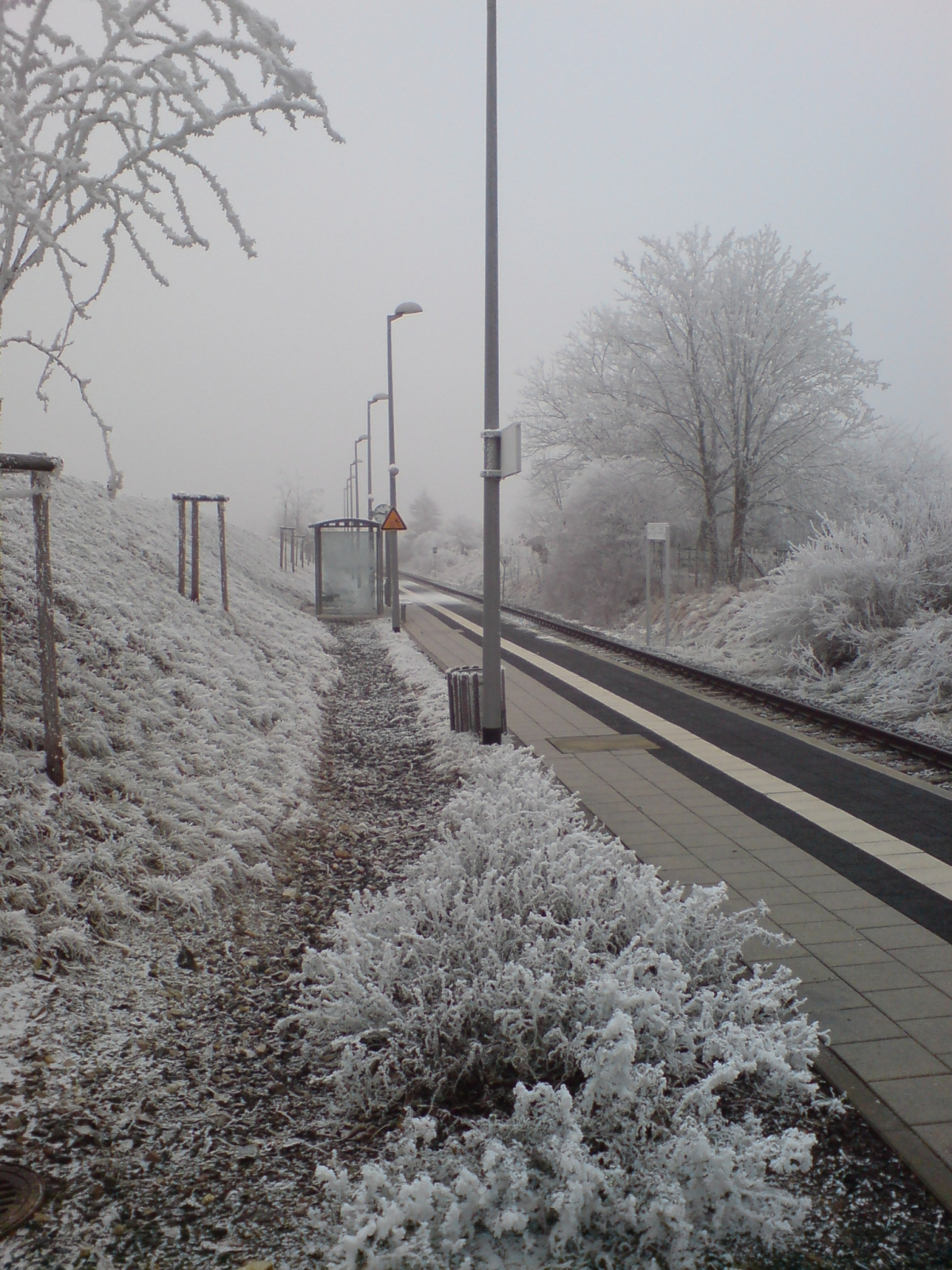
Haltepunkt Freimersheim

Freimersheim ist ein Haltepunkt in der gleichnamigen Gemeinde Freimersheim.

#### Morschheim
Der Bahnhof Morschheim ist heute ausschließlich noch Betriebsbahnhof, ein Verkehrshalt für Reisezüge ist hier nicht mehr vorgesehen, da der zugehörige Ort weitab der Bahnstrecke liegt und die Fahrgastfrequenz zu gering war. Morschheim ist die einzige Betriebsstelle der Strecke, wo Zugkreuzungen noch möglich sind.

#### Anschluss Basalt AG
Die Ausweichanschlussstelle der Basalt-Actien-Gesellschaft befindet sich unmittelbar vor dem heutigen Endpunkt der Strecke, dem Haltepunkt Kirchheimbolanden.

#### Haltepunkt Kirchheimbolanden
Der Haltepunkt besteht lediglich aus einem Bahnsteig und dem hier endenden Kopfgleis der Donnersbergbahn. Die spartanische Ausstattung besteht aus Unterstand, Fahrkartenautomat, Informationstafeln und Toilettenhäuschen.

#### Bahnhof Kirchheimbolanden
Das Empfangsgebäude (Lage) befindet sich am Rand der Altstadt. Es ist ein spätklassizistischer Putzbau und steht – weil ortsbildprägend – unter Denkmalschutz. Der Platz vor dem Bahnhof und das ehemalige Gleisfeld werden als Parkplatz genutzt.

#### Marnheim

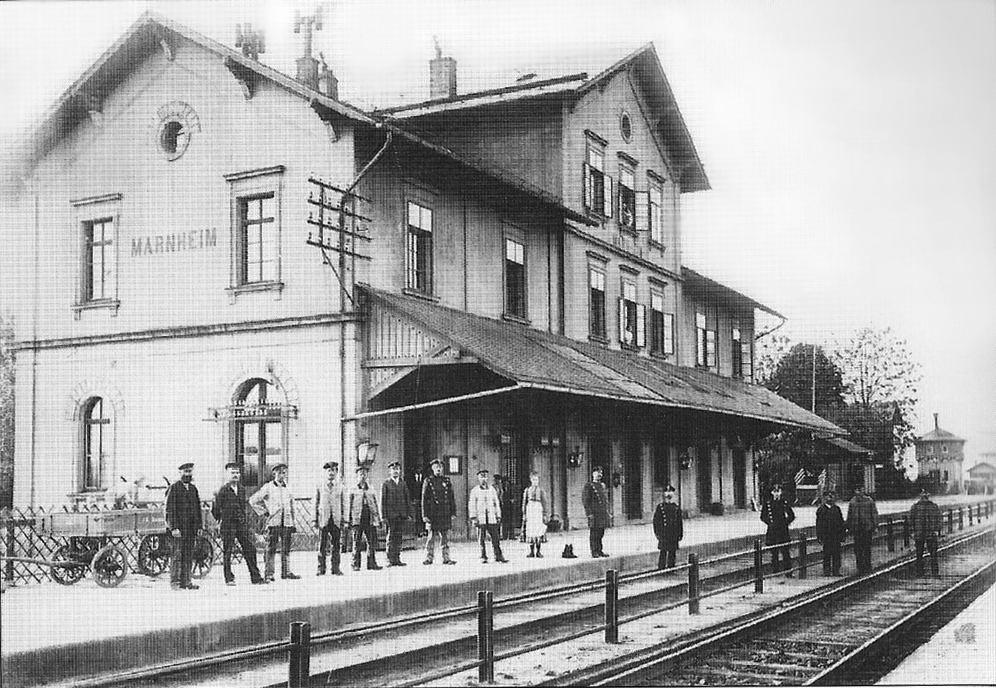
Bahnhof Marnheim um 1900

Auch das Empfangsgebäude des Bahnhofs Marnheim ist ein Kulturdenkmal. Da auch die Zellertalbahn derzeit (2023) nicht betrieben wird, ist der Bahnhof ohne Verkehr.

## Betrieb

### Fahrplan
Die Züge verkehren von Kirchheimbolanden über Alzey nach Mainz Hbf im Stundentakt mit Wechsel der Taktlage zur Mittagszeit. Die Fahrzeit des RE beträgt ca. eine Stunde, die RB braucht etwa acht bis zehn Minuten länger. Nach Alzey ist die Fahrzeit 16 Minuten. Dort bestehen je nach Tageszeit teilweise kurze Umstiegsmöglichkeiten Richtung Worms und Bingen über die Rheinhessenbahn. Im Kursbuch ist die Strecke unter der Nummer 661 zu finden.

### Tarife
Entlang der Strecke gelten sowohl die Tarife des Verkehrsverbundes Rhein-Neckar (VRN) als auch die des Rhein-Nahe-Nahverkehrsverbundes (RNN). Für Fahrten über die Verbundgrenze hinaus gilt der Haustarif der Vlexx GmbH; da die Vlexx Mitglied im Tarifverband der Bundeseigenen und Nichtbundeseigenen Eisenbahnen in Deutschland (TBNE) ist, entsprechen die Vlexx-Tickets auch dem Nahverkehrstarif der Deutschen Bahn AG. Die gültigen Ländertickets für Rheinland-Pfalz, das Rheinland-Pfalz-Ticket sowie das Rheinland-Pfalz-Ticket+LUX (einschließlich Luxemburg), sind auch in den Zügen der Donnersbergbahn gültig, ebenso das Quer-durchs-Land-Ticket.

### Fahrzeuge
In den ersten Betriebsjahren nach der Reaktivierung wurde der Verkehr zunächst mit zwei Dieseltriebwagen des Typs DWA LVT/S bewältigt. Anschließend befuhren die Donnersbergbahn Triebwagen des Typs Regio-Shuttle RS1, von Adtranz (heute Stadler). Die beiden Triebwagen wurden bei einem Gewinnspiel, bei dem Namen für die Wagen gesucht wurden, Elwetritsche und Selztaler getauft. Die Triebwagen hatten die Bezeichnungen VT 1.01 und 1.02, beide wurden im Jahr 2000 gebaut und konnten von Rhenus Veniro gemietet werden.
Seit Dezember 2014 setzt die vlexx GmbH Fahrzeuge vom Typ Coradia LINT 54 als zweiteilige Dieseltriebwagen mit 162 Sitzplätzen ein.